# Phetchabun-Gebirge

Übersichtskarte Isan-Bergketten

Das Phetchabun-Gebirge  (Thai: ทิวเขาเพชรบูรณ์, Thio Khao Phetchabun, tʰiw kʰǎw pʰét.tɕʰa.buːn) bildet einen Gebirgszug im nördlichen Thailand. Es erstreckt sich grob in nord-südlicher Richtung und trennt das Tal des Mae Nam Chao Phraya in Zentral-Thailand vom Khorat-Plateau im Nordosten des Landes. Das Gebirge ist benannt nach der nahe gelegenen Stadt und Provinz Phetchabun.
Das Phetchabun-Gebirge besteht aus zwei parallel verlaufenden Bergketten, die durch das Tal des Flusses Pa Sak getrennt werden, der westlichen Khao-Lang-Non-Son- und der östlich des Pa Sak liegenden Dong-Paya-Yen-Bergkette. Zum Süden hin schließt sich der Dong Phaya Yen, nach Südosten hin geht es in die Berge der Sankamphaeng (ทิวเขาสันกำแพง), wo sich der Nationalpark Khao Yai befindet. Diese setzen sich weiter östlich in der Phnom-Dangrek-Bergkette fort, die Thailand von Kambodscha trennt.
Die höchste Erhebung befindet sich mit einer Höhe von 1794 Metern im Nationalpark Phu Hin Rong Kla, im westlichen Teil des Bergzuges. Im nördlichen Teil befinden sich der Nationalpark Namtok Chat Trakan und der Nationalpark Thung Salaeng Luang.
Geologisch besteht das Gebirge aus Kalkstein, der mit Sandstein  und Schiefer durchsetzt ist. Auch gibt es Eruptivgesteine, wie Granit, Basalt und Porphyr.
Bis in die neuere Zeit bildete der Höhenzug zusammen mit dem Dong Phaya Yen und dem Sankamphaeng Gebirge eine natürliche Barriere zwischen Zentralthailand und Isan. Erst als die Eisenbahn von der Hauptstadt Bangkok nach Nakhon Ratchasima zu Beginn des 20. Jahrhunderts gebaut wurde und später eine Fernstraße dazu kam, wurde der Austausch von Gütern und Dienstleistungen in größerem Umfang möglich. 